# ديلنيا
الدِّلِّينِية أو الدِّلِّانِية أو الديلنيا (الاسم العلمي: Dillenia) هي جنس من النباتات يتبع الفصيلة الديلنية من رتبة الديلنيات.